# Robert Heger

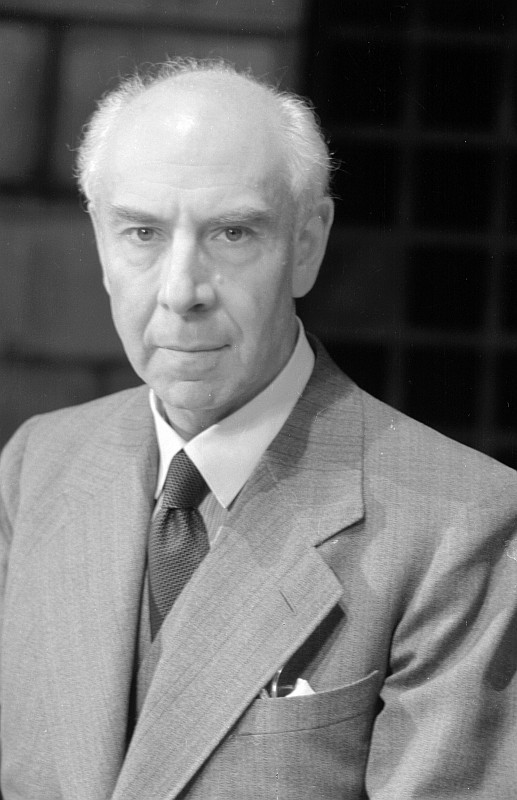
Robert Heger als Operndirektor der Deutschen Oper Berlin, 1945

Robert Heger (* 19. August 1886 in Straßburg, Deutsches Reich; † 14. Januar 1978 in München) war ein deutscher Dirigent, Komponist und Hochschullehrer.

## Leben
Nach seinem Musikstudium in Straßburg, Zürich und München (bei Max von Schillings) war Robert Heger zunächst Cellist. Seine Karriere als Opernkapellmeister begann 1907 in seiner Geburtsstadt Straßburg. Weitere Stationen waren dann Ulm (1908), Barmen (1909) und die Volksoper Wien (1911). 1913 ging Heger als Chef an das Opernhaus Nürnberg, wo er auch die Philharmonischen Konzerte leitete. 1920 wurde er 1. Kapellmeister am Nationaltheater München. 1925 holte ihn Franz Schalk an die Wiener Staatsoper, wo er acht Jahre als Kapellmeister wirkte. 1927 dirigierte er bei den Salzburger Festspielen Die Hochzeit des Figaro. Am 10. November 1932 erlebte seine Oper „Der Bettler Namenlos“ ihre Erstaufführung an der Wiener Staatsoper, mit Max Lorenz und Viorica Ursuleac in den Hauptrollen. Gleichzeitig übte er das Amt des Konzertdirektors der Gesellschaft der Musikfreunde in Wien aus.

### Karriere im NS-Staat
1933 wurde Heger als ständiger Dirigent an die Berliner Lindenoper engagiert. 1936 wurde seine Oper „Der verlorene Sohn“ uraufgeführt, wozu er sich mit den Worten äußerte: „Das Thema will dartun, dass sich der Mensch nicht zu lösen vermag vom Lande und Volk, das ihn gebar.“ Am 29. November 1937 beantragte er die Aufnahme in die NSDAP und wurde rückwirkend zum 1. Mai desselben Jahres aufgenommen (Mitgliedsnummer 5.917.569). Im Februar trat er im besetzten Krakau als „Träger des deutschen Kulturwillens im Osten“ auf. Am 5. April 1942 fungierte er als Gastdirigent des neu gegründeten Stadttheaters Thorn, eröffnet als „Beweis für den Kulturwillen des wiedergewonnenen deutschen Ostens“. In der Endphase des Zweiten Weltkriegs wurde er im August 1944 in die von Adolf Hitler genehmigte Gottbegnadeten-Liste der wichtigsten Dirigenten aufgenommen, was ihn von einem Kriegseinsatz, auch an der Heimatfront, bewahrte.

### Karriere im Nachkriegsdeutschland
Robert Heger setzte seine Karriere nach dem Zweiten Weltkrieg unbeschadet fort. Er wurde 1945 an die Städtische Oper Berlin verpflichtet. 1950 kehrte er als 1. Staatskapellmeister wieder nach München zurück und leitete dort auch bis 1954 als Präsident die Hochschule für Musik und Theater.
Robert Heger hinterließ ein umfangreiches kompositorisches Œuvre, darunter allein mehrere Opern, drei Sinfonien, Instrumentalkonzerte, Chorwerke, Lieder und
Kammermusikwerke.
Seine letzte Ruhestätte befindet sich auf dem Münchner Nordfriedhof (M-li-277).

## Werke
- Ein Fest zu Haderslev (Nürnberg 1919)
- Der Bettler Namenlos (München 1932)
- Der verlohrene Sohn (Dresden 1936)
- Das ewige Reich und Lady Hamilton (Nürnberg 1951)

## Auszeichnungen
- 1956 Großes Bundesverdienstkreuz
- 1959 Bayerischer Verdienstorden
- 1961 Ehrenbürger von München
- 1961 Mitglied der Bayerischen Akademie der Schönen Künste
- 1963 Johannes-Brahms-Medaille des Senats der Stadt Hamburg
- 1967 Österreichisches Ehrenkreuz für Wissenschaft und Kunst I. Klasse
- Goldener Ehrenring der Stadt Bayreuth